# قسم باريكرود الريفي (مقاطعة فريدونكنار)
قسم باريكرود الريفي (بالفارسية: دهستان باریک‌رود) هي منطقة ريفية تقع في مازندران في إيران. يقدر عدد سكانها بـ 4,506 نسمة .